# NGC 5290
NGC 5290 é uma galáxia espiral (Sbc) localizada na direcção da constelação de Canes Venatici. Possui uma declinação de +41° 42' 47" e uma ascensão recta de 13 horas, 45 minutos e 19,1 segundos.
A galáxia NGC 5290 foi descoberta em 18 de Março de 1787 por William Herschel.